# Black Star (группа)
Black Star — американский хип-хоп дуэт, образовавшийся 1997 г. в Бруклине (Нью-Йорк, штат Нью-Йорк) состоящий из рэперов  Mos Def и Talib Kweli. Дебютный альбом группы "Mos Def & Talib Kweli Are Black Star", вышедший в 1998 году, весьма высоко оцененный критиками, однако получил весьма скромный коммерческий успех. После чего дуэт периодически работал над отдельными саундтреками и прочими проектами, продвигаясь как сольные исполнители. Каждый из них выпустил по несколькo альбомов и неоднократно становился лауреатом различных премий. Тем не менее, формально группа не была распущена и изредка воссоединяется.

## История дуэта
Black Star возник из Андеграунд движения конца 90-х и, благодаря инди-лейблу Rawkus Records, обосновавшийся в Нью-Йорке. Совместно с прочими участниками коллектива Native Tongues, они смогли придать альтернативному рэпу Андеграунда уровень главенствующего направления в музыке.
Своим альбомом Black Star внесли большой резонанс как своими песнями о социальном сознании, политических проблемах, так и своими категорическими заявлениями по фактам смерти Кристофера Джорджа Лейтора Уоллеса (также известного под псевдонимом Biggie Smalls) и Тупака Амару Шакура в конце 90-х годов, в тот самый период, когда юношеское хип-хоп движение находилось под канонизированным управлением  Biggie Smallsа и Тупака Шакура. Black Star пытались в своих песнях "Definition" (досл. "Толкование") и "Redefinition" (досл. "Перетолкование") уладить возникающие разногласия.
В 2001 году Black Star представили свой трек "Money Jungle" совместно с Роном Картером, Джоном Паттоном в сборнике Red Hot Organization - Red+Indigo, посвящённый Дюку Эллингтону, который собирал деньги для различных благотворительных организаций, занимавшихся просвещением и борьбой со СПИДом. В 2002 году песня "Hater Players" (досл. "Пакостники-игроки") использовалась в эпизоде фильма The Wire (рус. "Прослушка") в первом сезоне 10 эпизоде.
В феврале 2018 году Mos Def анонсировал выход нового альбома группы. В ноябре 2019 года Talib Kweli заявил, что новый альбом Black Star, спродюсированый Madlib, уже готов и добавил: "Я слушаю его постоянно".

## Дискография

### Студийные альбомы
| Mos Def & Talib Kweli Are Black Star     | - Выпущен: 29 сентября 1998 - Лейбл: Rawkus, Priority, EMI - Формат: CD, LP, кассета, цифровая дистрибуция | 53 | 13 | — |  | - TBD |
| "—" означает, что альбом не попал в чарт | |    |    |   |  |       |

### Синглы
| "Definition" | 1998 | 60 | 31 | 3 | — | Mos Def & Talib Kweli Are Black Star |
| "Respiration" (при участии Common)                                                                                          | 1999 | —  | 54 | 6 | — | Mos Def & Talib Kweli Are Black Star |
| "One Four Love Pt. 1" (при участии Common, Kool G Rap, Pharoahe Monch, Posdnuos, Rah Digga, Shabaam Sahdeeq, Sporty Thievz) | 1999 | —  | 55 | 4 | 6 | Hip Hop for Respect EP               |
| "Fix Up" | 2011 | —  | —  | — | — | н/д                                  |
| "—" означает, что сингл не попал в чарт или не издавался в данном регионе.                                                  |      |    |    |   |   |                                      |